# Oliver Hutchinson

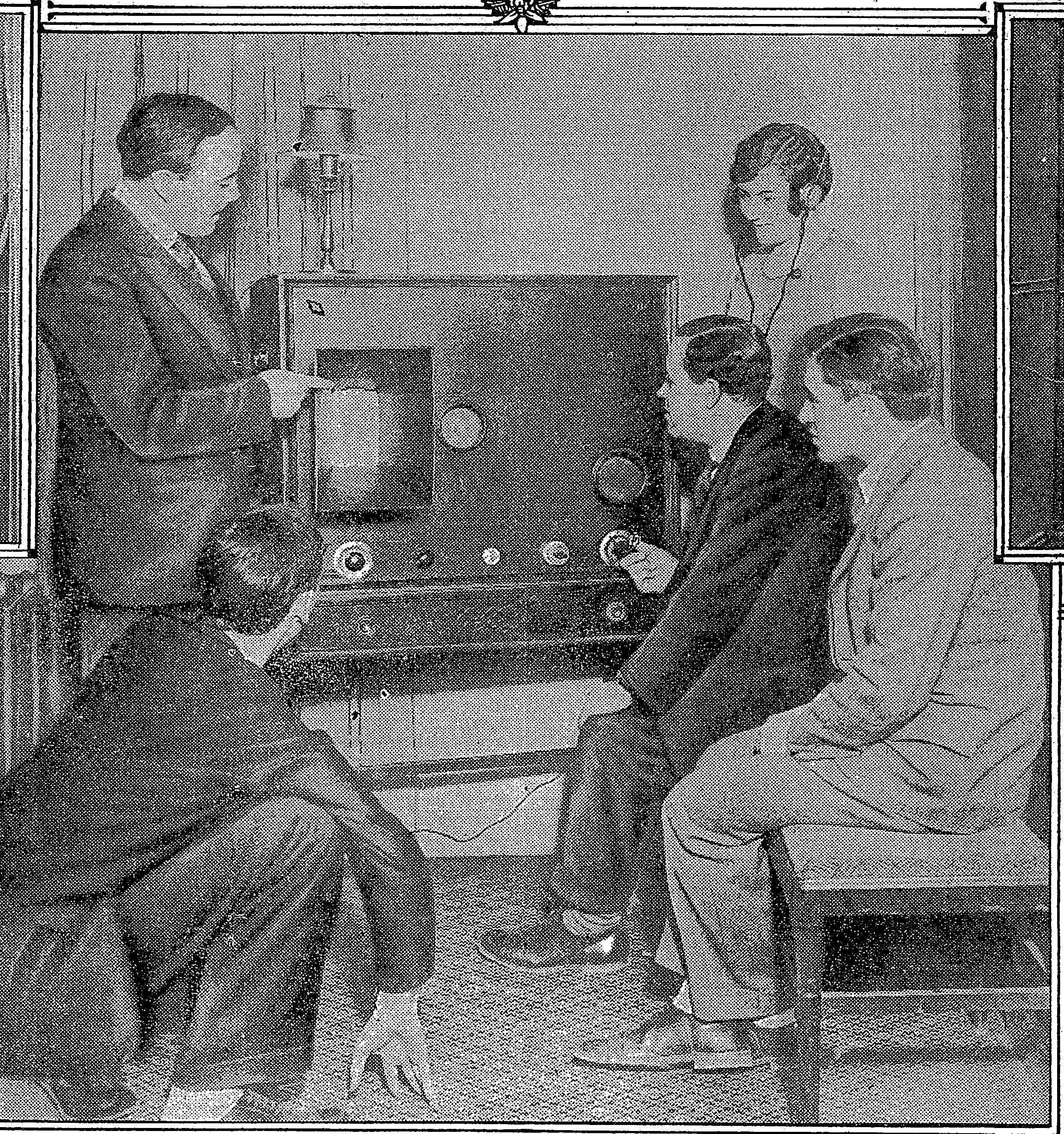
Hutchinson, de pie a la izquierda, con uno de los primeros receptores de televisión, en 1928.

Oliver George Hutchinson (6 de mayo de 1891 - abril de 1944) fue un empresario norirlandés que jugó un papel clave en la popularización de la invención de la televisión de John Logie Baird. Hutchinson conoció a Baird mientras ambos eran aprendices en Argyll Motor Works en Glasgow. Durante la Primera Guerra Mundial, sirvió como oficial en el Cuerpo Ciclista del Ejército y en el Cuerpo de Tanques. Después de la guerra, desarrolló varios negocios exitosos en Londres, incluido uno de venta de jabón. Después de reencontrarse con Baird por casualidad, aceptó apoyar su trabajo en el primer sistema de televisión. Proporcionó fondos y publicitó la operación, e incluso apareció como sujeto de la primera demostración pública de la tecnología en 1926. Posteriormente, fue codirector general de la Baird Television Development Company y presentó un documental en Nueva York cuando se realizó la primera transmisión transatlántica en 1928.

## Primeros años de vida
Nació en Belfast el 6 de mayo de 1891. Era hijo de Samuel Corbett Hutchinson, de Combermere House, Hillsborough, Condado de Down, que tenía un negocio exitoso en el sector de la ingeniería de motores. Después de estudiar en la Escuela Técnica de Belfast, se mudó a Glasgow para trabajar como aprendiz en Argyll Motor Works. Fue allí donde conoció al escocés John Logie Baird, un compañero de aprendizaje.
Después del estallido de la Primera Guerra Mundial, se ofreció como voluntario para servir como oficial en los Royal Inniskilling Fusiliers. Fue nombrado oficial con el rango temporal de segundo teniente en el 6.º Batallón de ese regimiento el 5 de marzo de 1915. Fue transferido al Cuerpo Ciclista del Ejército el 10 de junio de 1915. Ocupó el rango temporal de teniente cuando fue ascendido al rango temporal de capitán el 19 de agosto de 1916. Al final de la guerra, había sido transferido al Cuerpo de Tanques.

## Televisión
Después de la guerra, vivió en Londres, donde desarrolló varios negocios exitosos. Para entonces, Baird también se había mudado a Londres. Por coincidencia, ambos hombres se involucraron en la industria del jabón, con el producto «Rapid Washer» de Hutchinson compitiendo con el «Speedy Cleaner» de Baird. Los dos hombres se conocieron por casualidad en la Strand en 1922, cuando Hutchinson reconoció a Baird de sus días de aprendiz y tomaron el té juntos. Baird le contó a Hutchinson sobre los experimentos que estaba llevando a cabo para desarrollar el primer televisor. Hutchinson vio el potencial y proporcionó a Baird fondos para equipos y locales.
Se unió a Baird's Television Limited a mediados de 1925 como gerente comercial. Junto con el periodista inglés Sydney Moseley, ayudó a generar interés en la invención escribiendo artículos de prensa positivos que predijeron que tendría tanto éxito como la radio. Baird disfrutó de su primer éxito con su televisión en 1925, televisando a un muñeco, Stooky Bill, y a una persona viva, un empleado de oficina de un negocio cercano, el 2 de octubre de 1925. Estos experimentos fueron realizados en privado por Baird en su laboratorio. La primera demostración en vivo tuvo lugar el 26 de enero de 1926 para miembros de la Royal Institution. Durante la demostración, Baird transmitió la imagen en vivo del rostro de Hutchinson en formato de 3,5 x 2 pulgadas (8,9 x 5,1 cm) imagen. Esta se considera la primera demostración exitosa de la tecnología; los trabajos anteriores de Baird habían dado como resultado poco más que siluetas. Apareció en la primera fotografía exitosa tomada para una televisión, realizada por Lafayette Ltd y publicada en The Electrician en junio de 1926.
Fundó la Baird Television Development Company en 1927 para adquirir los derechos de televisión de Television Limited y se convirtió en su director general conjunto. Convenció a Edward Manville y a Oliver Russell, segundo barón Ampthill, para que se unieran a la junta. En 1928, viajó a Hartsdale, Nueva York, con el ingeniero Ben Clapp. Ambos demostraron un sistema de televisión que recibió con éxito imágenes en movimiento transmitidas desde Londres en la primera transmisión televisiva transatlántica.
Hutchinson y Moseley fueron fundamentales a la hora de persuadir a la BBC para que comenzara a experimentar con transmisiones televisivas a partir de 1929. Baird Television Development fue adquirida por Cinema Television Limited en 1940. Hutchinson murió en abril de 1944.